# Кобильська сільська рада
Коби́льська сільська́ ра́да — адміністративно-територіальна одиниця та орган місцевого самоврядування у Збаразькому районі Тернопільської області. Адміністративний центр — село Кобилля.

## Загальні відомості
Кобильська сільська рада утворена в 1940 році.
- Територія ради: 16,3 км²
- Населення ради: 802 особи (станом на 2001 рік)
- Територією ради протікає річка Гнізна

## Населені пункти
Сільській раді були підпорядковані населені пункти:
- с. Кобилля

## Склад ради
Рада складалася з 12 депутатів та голови.
- Голова ради: Михайлів Надія Олегівна
- Секретар ради: Коник Лариса Ярославівна

### Керівний склад попередніх скликань
| Прізвище, ім'я, по батькові | Основні відомості                                                               | Дата обрання | Дата звільнення |
| --------------------------- | ------------------------------------------------------------------------------- | ------------ | --------------- |
| Михайлів Надія Олегівна     | Сільський голова, 1968 року народження, освіта середня спеціальна, позапартійна | 26.03.2006   | 31.10.2010      |
| Михайлів Надія Олегівна     | Сільський голова, 1968 року народження, освіта середня спеціальна, позапартійна | 31.10.2010   |                 |

Примітка: таблиця складена за даними сайту Верховної Ради України

### Депутати
За результатами місцевих виборів 2010 року депутатами ради стали:

#### За суб'єктами висування
| Суб'єкт висування | Кількість обраних депутатів | %   |
| ----------------- | --------------------------- | --- |
| Самовисування     | 12                          | 100 |

#### За округами
| № округу | Прізвище, ім'я, по батькові | Дата визнання обраним | Освіта           | Партійна приналежність | Відомості про обраного депутата          |
| -------- | --------------------------- | --------------------- | ---------------- | ---------------------- | ---------------------------------------- |
| 1        | Вільчинська Любов Василівна | 01.11.2010            | середня          | позапартійна           | фельдшерсько-акушерський пункт, ветлікар |
| 2        | Романюк Ольга Мирославівна  | 01.11.2010            | середня          | позапартійна           | тимчасово не працює                      |
| 3        | Миська Галина Степанівна    | 01.11.2010            | вища             | позапартійна           | тимчасово не працює                      |
| 4        | Цвях Ольга Зеновіївна       | 01.11.2010            | середня          | позапартійна           | приватний підприємець                    |
| 5        | Коник Лариса Ярославівна    | 01.11.2010            | середня          | позапартійна           | Сільська рада, секретар                  |
| 6        | Олішевський Ігор Михайлович | 01.11.2010            | вища             | позапартійний          | загальноосвітня школа, вчитель           |
| 7        | Бабій Володимир Васильович  | 01.11.2010            | середня          | позапартійний          | тракторист                               |
| 8        | Шафранський Ігор Вікторович | 01.11.2010            | незакінчена вища | позапартійний          | ТПУ, студент                             |
| 9        | Гарасимлюк Тарас Михайлович | 01.11.2010            | середня          | позапартійний          | Лісництво, лісник                        |
| 10       | Гаврищак Галина Теодозіївна | 01.11.2010            | вища             | позапартійна           | загальноосвітня школа, вчитель           |
| 11       | Миська Віталій Іванович     | 01.11.2010            | незакінчена вища | позапартійний          | ТПУ, студент                             |
| 12       | Стародуб Роман Григорович   | 01.11.2010            | середня          | позапартійний          | ТзОВ"АгрокомплексМеханік, механік        |